# Laurence McKeown
Laurence McKeown (irisch: Labhrás Mac Eoghain), (* 1956 in Randalstown, County Antrim in Nordirland.) ist ein Autor, Bühnenautor, Drehbuchautor und war ein Mitglied der Provisional Irish Republican Army (IRA), das am Irischen Hungerstreik von 1981 teilnahm.
Laurence McKeown hatte die Absicht Architekt zu werden und im Alter von 16 Jahren nahm er eine Arbeit in einem Gutachterbüro auf. Mit 17 Jahren trat er in die IRA ein und wurde im August 1976 verhaftet, als bei ihm Sprengstoff gefunden und er verdächtigt wurde, dass er ein Mitglied der Royal Ulster Constabulary ermordet habe. Er wurde im April 1977 als schuldig verurteilt und wurde auf Lebenszeit ins Maze Prison inhaftiert.
Im Gefängnis nahm McKeown am Blanket Protest und Dirty Protest teil, als versucht wurde den Special Category Status mit Privilegien für paramilitärische republikanische Gefangene wieder zu erlangen. Im späten 1980er Jahren eskalierte dieser Konflikt weiter und führte zu einem 53 Tage dauernden Hungerstreik, der durch Zusagen durch die britische Regierung beendet werden konnte und in dem es zu keinen Todesfällen kam. Als deutlich wurde, dass nicht alle Forderungen der Streikenden erfüllt worden waren – insbesondere das Tragen eigener Bekleidung –, begann am 1. März der Irische Hungerstreik von 1981, der von Bobby Sands geführt wurde, dem Commander der IRA in diesem Gefängnis. McKeown trat am 29. Juni 1981 in den Streik ein, nachdem Sands und drei weitere Gefangene gestorben waren. Als weitere sechs Streikende verstorben waren, autorisierte die Familie von McKeown, am 6. September 1981 eine medizinische Intervention zu seiner Lebensrettung ein, dem siebzigsten Tag seines Hungerstreiks.
Er beschrieb seine Rettung in einem Interview:
„You're very sleepy and very, very tired and you're sort of nodding off to sleep but something's telling you to keep waking up. This was the thing that kept everybody going through the hunger strike in trying to live or last out as long as possible. I knew death was close but I wasn't afraid to die - and it wasn't any sort of courageous or glorious thing. I think death would have been a release. You can never feel that way again. It's not like tiredness. It's an absolute, total, mental and physical exhaustion. It's literally like slipping into death.“ („Du wirst sehr schläfrig und sehr, sehr müde und du willst schlafen, aber irgendetwas hält dich wach. Das war es, was uns alle durch den Hungerstreik brachte: dass wir versuchten, so lange wie möglich auszuhalten. Ich wusste, dass ich dem Tod nahe war; ich hatte keine Angst zu sterben – es hat nichts mit Courage oder gloriosen Dingen zu tun. Ich denke der Tod wäre eine Befreiung gewesen. Du kannst dich niemals wieder so fühlen. Es ist nicht wie Müdigkeit. Es ist eine absolute, totale, mentale und physikalische Erschöpfung. Es ist buchstäblich der Schlaf in den Tod.“
McKeown wurde 1992 entlassen, vervollständigte sein Bachelor-Studium in Sozialwissenschaft an der Open University, das er vorher im Gefängnis aufgenommen hatte und anschließend schloss er mit dem Ph.D. an der Queen’s University Belfast ab. In der Mitte der 1990er Jahre war er Mitbegründer des Belfast Film Festivals und schrieb zwei Bücher über die republikanischen Gefangenen im Maze Prison – mit Brian Campbell und Felim O’Hagan als Co-Autoren: Nor Meekly Serve My Time: The H-Block Struggle 1976-1981. Es wurde 1994 publiziert und sein Buch Out Of Time: Irish Republican Prisoners, Long Kesh, 1972-2000 kam 2001 heraus. McKeown und Campbell waren Mitautoren des Films H3 über den Irischen Hungerstreik von 1981, der unter Regie von Les Blair gedreht und in den Kinos am 28. September 2001 uraufgeführt wurde. Vor dem Tod von Campbell im Jahr 2005 schrieben sie gemeinsam zwei Bühnenstücke: The Laughter of Our Children das 2001, und A Cold House, das 2003 erstmals aufgeführt wurde. Das erste Bühnenstück The Official Version, das McKeown alleine verfasste, debütierte am 18. September 2006. 2006 erschien eine zweiteilige Fernseh-Dokumentation von ihm mit dem Titel Hunger Strike, die anlässlich 25-Jahrestages des Irischen Hungerstreiks von 1981 von dem Raidió Teilifís Éireann ausgestrahlt wurde.
McKeown arbeitete auch beim Aufbau der Coiste na n-Iarchimí verantwortlich mit, einer Dachorganisation von republikanischer Gruppen, in der ehemaligen Gefangenen organisiert sind.

## Werke
- Nor Meekly Serve My Time: The H-Block Struggle 1976-1981 (1994, with Brian Campbell and Felim O’Hagan) ISBN 978-0-9514229-5-3.
- Out Of Time: Irish Republican Prisoners, Long Kesh, 1972-2000 (2001) ISBN 978-1-900960-10-6.